# 킨 커티스

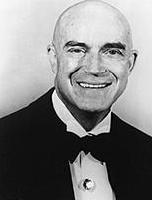

킨 커티스(Keene Holbrook Curtis, 1923년 2월 15일 ~ 2002년 10월 13일)는 미국의 텔레비전 배우, 영화배우, 연극 배우, 성우, 배우이다.
솔트레이크시티에서 태어났다.

## 출연 작품
- 스캔들 (1998, Legalese)
- 리치 리치 2 (1998년) - 허버트 캐드버리 역
- 더 드류 캐리 쇼 (1995년)
- 아이큐 (1994년)
- 고양이 특공대 (1993년)
- 집시 (1993년)
- 열정의 람바다 (1990년)
- 버디 시스템 (1984년) - 닥터 나이츠./ Tom Lacy, Lee Weaver, Carolyn Coates 역
- 치어스 (1982년)
- 블레이드 (1973년)
- 하와이 5-0수사대 (1968년)
- 맥베드 (1948년)